# Nu ABO
Nu ABO (tiếng Hàn Quốc: Nu 예삐오; Nu Yeppioh) là đĩa mở rộng đầu tiên của nhóm nhạc nữ Hàn Quốc f(x). Phát hành digital vào ngày 4 tháng 5, năm 2010, ở dưới công ty Hàn Quốc SM Entertainment và phân phối bởi KMP Holdings. Single quảng bá của Nu ABO là "Mr. Boogie".

## Bối cảnh
Bài hát tiêu đề là một cách chơi chữ với nghĩa là "Một nhóm máu mới": A, B và O là một nhóm máu, và nếu các chữ nói liên tiếp, nghe nó như "ye-bbi-ồ" ("예삐오").

## Quảng bá
Ca khúc chủ đề từ đĩa nhạc mở rộng, "Nu ABO", đã được chọn là đĩa đơn tái phát hành cho "Mr. Boogie" như một đĩa đơn digital vào ngày 17 tháng 7 năm 2010 cho đợt quảng bá kế tiếp. Để quảng bá cho "Nu ABO" và "Mr. Boogie", f(x) đã trình diễn cả hai trên nhiều chương trình âm nhạc tại Hàn Quốc, bao gồm Music Bank, Show! Music Core và Inkigayo. "ME+U" cũng được biểu diễn trong Dream Concert 2010 và Wake K với vũ đạo. Một remix phiên bản "Ice cream" bởi Idiotape cũng được phát hành vào ngày 27 tháng 3 năm 2013. Bài hát chủ đề được sử dụng cho bộ phim hợp tác giữa Hàn Quốc-Mỹ Make Your Move (2013) và sau đó đã được sử dụng làm nhạc phim.

## Danh sách bài hát
| STT | Nhan đề                                | Phổ lời       | Phổ nhạc | Thời lượng |
| --- | -------------------------------------- | ------------- | --- | ---------- |
| 1.  | "Nu ABO" (NU 예삐오)                   | Yoo Young-jin | Cutfather, Mynority Jose Aguirre Lopez, Thomas Troelsen, Engelina Larsen, Yoo Young-jin (Additional melody) | 3:44       |
| 2.  | "Mr. Boogie"                           | Kenzie        | Fredrik Fencke, Emilh Tigerlantz                                                                            | 3:00       |
| 3.  | "Ice Cream" (아이스크림)               | Kim Bu-min    | Hitchhiker                                                                                                  | 3:06       |
| 4.  | "ME+U"                                 | Kim Young-hu  | Cho Hun Young                                                                                               | 3:16       |
| 5.  | "Surprise Party"                       | Shim Eun-ji   | Shim Eun-ji                                                                                                 | 2:43       |
| 6.  | "Sorry (Dear Daddy)" (Luna và Krystal) | Kim Hee-young | Shim Eun-ji, Lee Min-young                                                                                  | 3:41       |

## Lịch sử phát hành
| Quốc gia    | Ngày                                                                                     | Đơn vị phát hành              | Định dạng |
| ----------- | ---------------------------------------------------------------------------------------- | ----------------------------- | --------- |
| Hàn Quốc    | 4 tháng 5 năm 2010                                                                       | SM Entertainment KMP Holdings | CD        |
| Hồng Kông   | 18 tháng 5 năm 2010                                                                      | Avex Asia                     | CD        |
| Đài Loan    | Có thể 28, năm 2010                                                                      | Avex Asia                     | CD        |
| Philippines | 19 tháng 7 năm 2010 (Phát hành đặc biệt) 25 tháng 6 Năm 2010 (Chính thức được phát hành) | Universal Records             | CD        |